# Gorilla che rapisce una donna
Il Gorilla che rapisce una donna (Gorille enlevant une femme), anche noto come Gorilla che ruba una donna, è un gruppo scolpito nel gesso da Emmanuel Frémiet nel 1887. Una prima versione intitolata Gorilla che rapisce una donna negra (distrutta nel 1861), fece scandalo al Salone del 1859, collegandosi alla polemica sulla teoria dell'evoluzione di Charles Darwin. La versione del 1887, diversa dalla prima, fu ricompensata con una medaglia d'onore al Salone della società degli artisti francesi del 1887. Oggi la scultura originale in gesso patinato si conserva al museo delle belle arti di Nantes.

## Storia

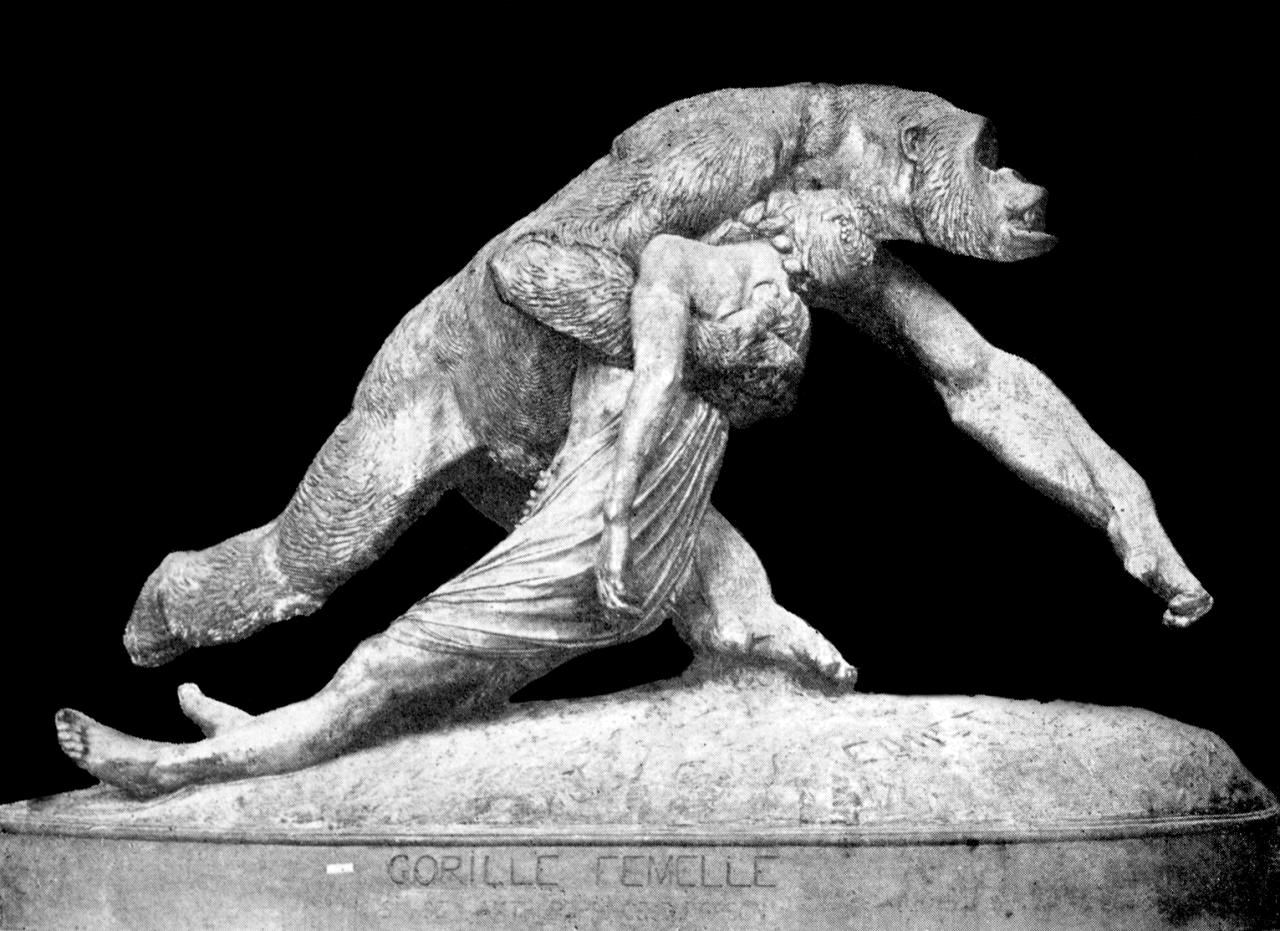
Una delle poche fotografie della prima versione esposta al Salone del 1859 e oggi andata perduta.

Alla metà del diciannovesimo secolo, la bestialità, che aveva ispirato molti artisti, sia scrittori che pittori e scultori, venne riproposta dalle prime osservazioni dirette dei gorilla da parte degli occidentali. Emmanuel Frémiet, che allora era un giovane scultore di animali, scolpì un gruppo in gesso intitolato Gorilla che rapisce una donna negra (Gorille enlevant une négresse, distrutto nel 1861), che fece molto scandalo al Salone del 1859, nello stesso periodo della controversia sulla teoria dell'evoluzione darviniana. Rifiutato dalla giuria del Salone del 1859, che si sentiva offesa da questo soggetto scabroso, il gruppo venne esposto comunque grazie al sostegno di cui beneficiava Frémiet presso la sovrintendenza delle belle arti, ma venne esposto in una nicchia nascosta da una tenda che poteva essere sollevata solo dalle coppie sposate.
La scritta alla base della scultura affermava che si trattava di una gorilla femmina, ciononostante il pubblico vide in questa scimmia un esemplare di sesso maschile: questo peggiorava la situazione, in quanto il soggetto veniva visto come un animale che voleva stuprare il cadavere di una donna. Nel Petit journal pour rire, Nadar si divertì a parlarne:
Dopo che nel 1880 il giornale Le Temps aveva riportato che in un villaggio gabonese un gorilla selvaggio e furioso aveva rapito e molestato una donna, Frémiet presentò una seconda versione del suo Gorilla che rapisce una donna nel 1887, dalla composizione più compatta e impressionante. Il braccio dell'animale è quasi mascolino, la donna ormai nuda non è più inerte, ma tenta di respingere l'animale, rinnovando il tema del satiro e della baccante del quale James Pradier aveva esposto una versione celebre nel 1834. La carica erotica di questa scultura allora celebre fece scandalo. La gente si offese per la lubricità e per la bestialità mostrate compiacentemente in quest'opera. Il Gorilla venne comunque premiato con una medaglia d'onore al Salone della società degli artisti francesi del 1887 ed ebbe lo stesso successo a Monaco nel 1888. Si prevedeva di farne una fusione in bronzo per esporla al pubblico parigino nell'orto delle piante, ma il museo nazionale di storia naturale di Parigi si ritirò per timore di disturbi all'ordine pubblico. Alla fine venne realizzata una fusione nel 1889 così che il gruppo venisse esposto sul prato del museo americano di storia naturale nuovaiorchese (oggi questa versione si trova nel parco Allerton nell'Illinois). Il successo relativo della vendita delle sue riproduzioni come statuette lo portò sui camini e negli uffici degli appassionati americani.

## Descrizione
Se la scultura del 1859 raffigurava una gorilla femmina (secondo la scritta alla base) che trascinava una donna africana morta come se fosse un trofeo, nella seconda versione la donna è di etnia caucasica ed è viva. L'africana della prima versione indossava un abito tradizionale e un turbante, mentre la donna della seconda versione è nuda, a simboleggiare maggiormente la sua fragilità dinnanzi allo scimmione: al massimo porta una fascia tra i capelli, che include anche mezza mandibola di un gorilla, e una sorta di cintura rudimentale. Il gorilla tiene una grossa pietra con una delle zampe anteriori e su un suo braccio si è conficcata una freccia: la pietra ricorda molto il bifacciale del paleolitico, infatti Frémiet aveva fatto delle ricerche sugli utensili di pietra che venivano utilizzati dagli uomini della preistoria. La seconda versione, dunque, dovrebbe essere ambientata proprio nella preistoria, e la freccia sul braccio del primate potrebbe essere stata scagliata da un gruppo di cacciatori del quale faceva parte la donna rapita. Il gorilla avanza minaccioso e affonda i propri artigli nella pelle della sventurata (questo dettaglio piacque al critico Maurice Hamel).

## Nella cultura di massa

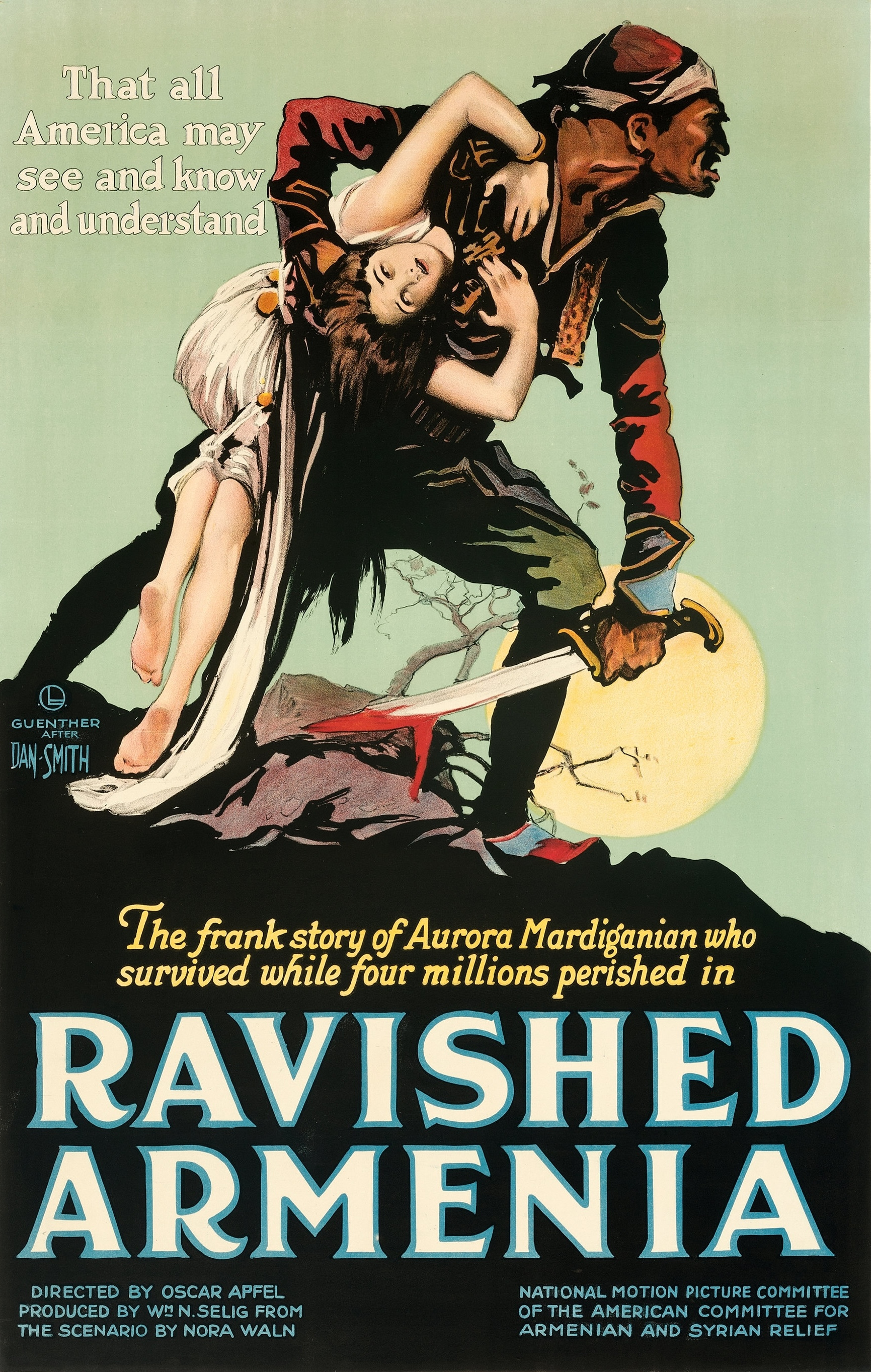
Una locandina del film Ravished Armenia (1919), che riprende il gruppo scultoreo di Frémiet.

Tre anni dopo che la seconda versione vinse la medaglia d'onore al Salone, il periodico satirico statunitense Puck la riprese per una vignetta nella quale il politico repubblicano Thomas Brackett Reed veniva raffigurato con il corpo del gorilla e Columbia (la personificazione femminile degli Stati Uniti) sostituiva la donna. Nel 1915 venne realizzata una vignetta sul quotidiano australiano Melbourne Punch che ribattezzava l'opera in Il tedesco e la civiltà, dato che era scoppiata la prima guerra mondiale e i tedeschi erano nemici dell'impero britannico. D'altro canto, nel 1920 è proprio la rivista satirica tedesca Kladderadatsch a riprendere quest'opera per raffigurare in modo altamente razzista i soldati africani provenienti dalle colonie francesi che si trovavano in Renania, così da ritrarli come dei violentatori spietati.
Riprendendo queste caricature, nel 1917, Harry Ryle Hopps realizzò la sua locandina antitedesca Destroy This Mad Brute ("Distruggi questo bruto pazzo") nel suo ufficio losangelino, non lontano da Hollywood, sedici anni prima dell'uscita della pellicola King Kong. La fama di questo soggetto aveva ispirato anche dei romanzi a puntate, delle caricature e, in seguito, i registi Merian C. Cooper ed Ernest B. Schoedsack, che passarono dai documentari, sui quali si erano specializzati negli anni 1930, a un'opera di finzione destinata ad avere un grande impatto sulla storia del cinema. L'opera aveva ispirato anche una locandina della pellicola statunitense Ravished Armenia, uscita nel 1919, nella quale il primate viene sostituito da un turco e la donna da un'armena.